# Josef Slavík

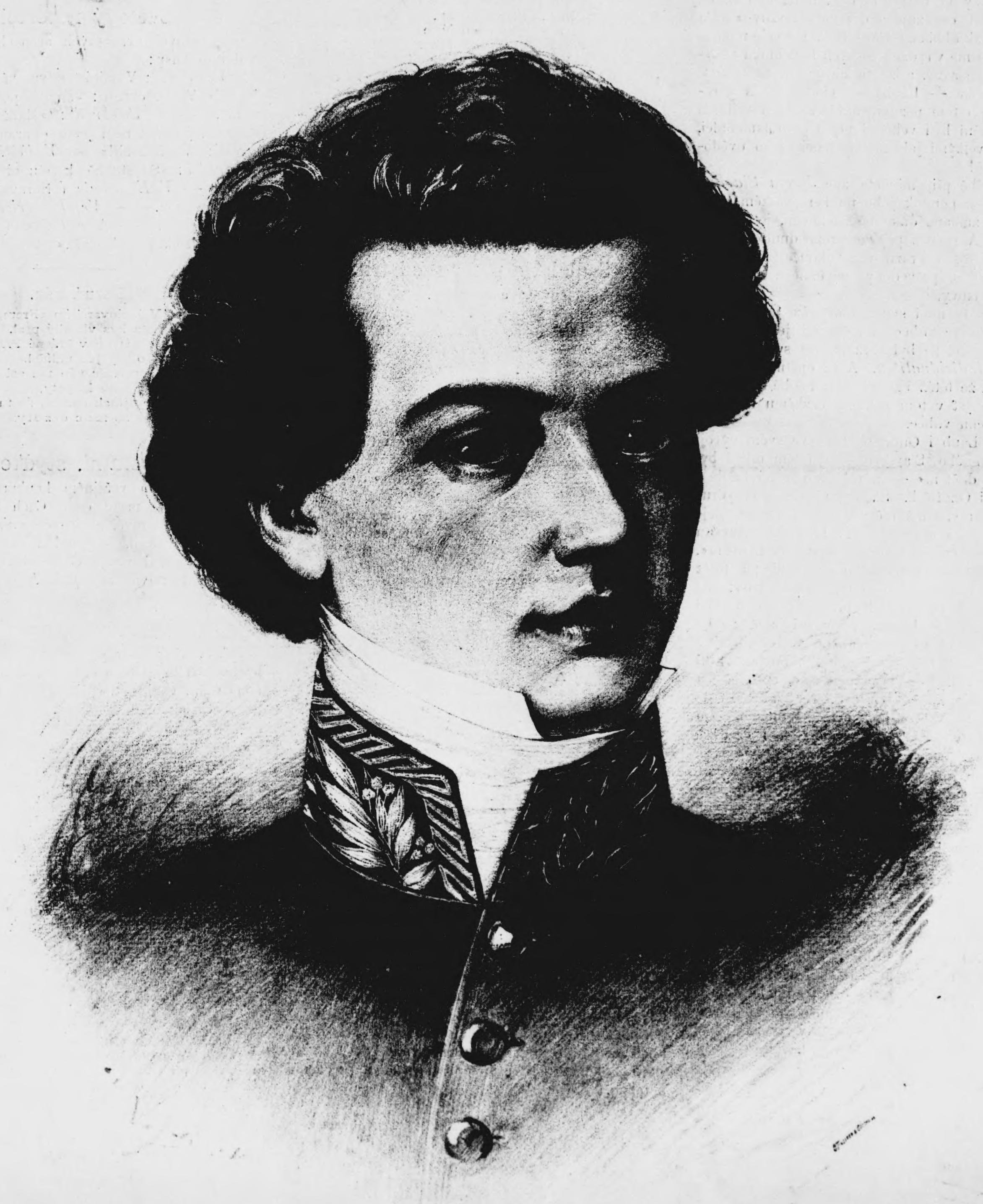
Josef Slavík

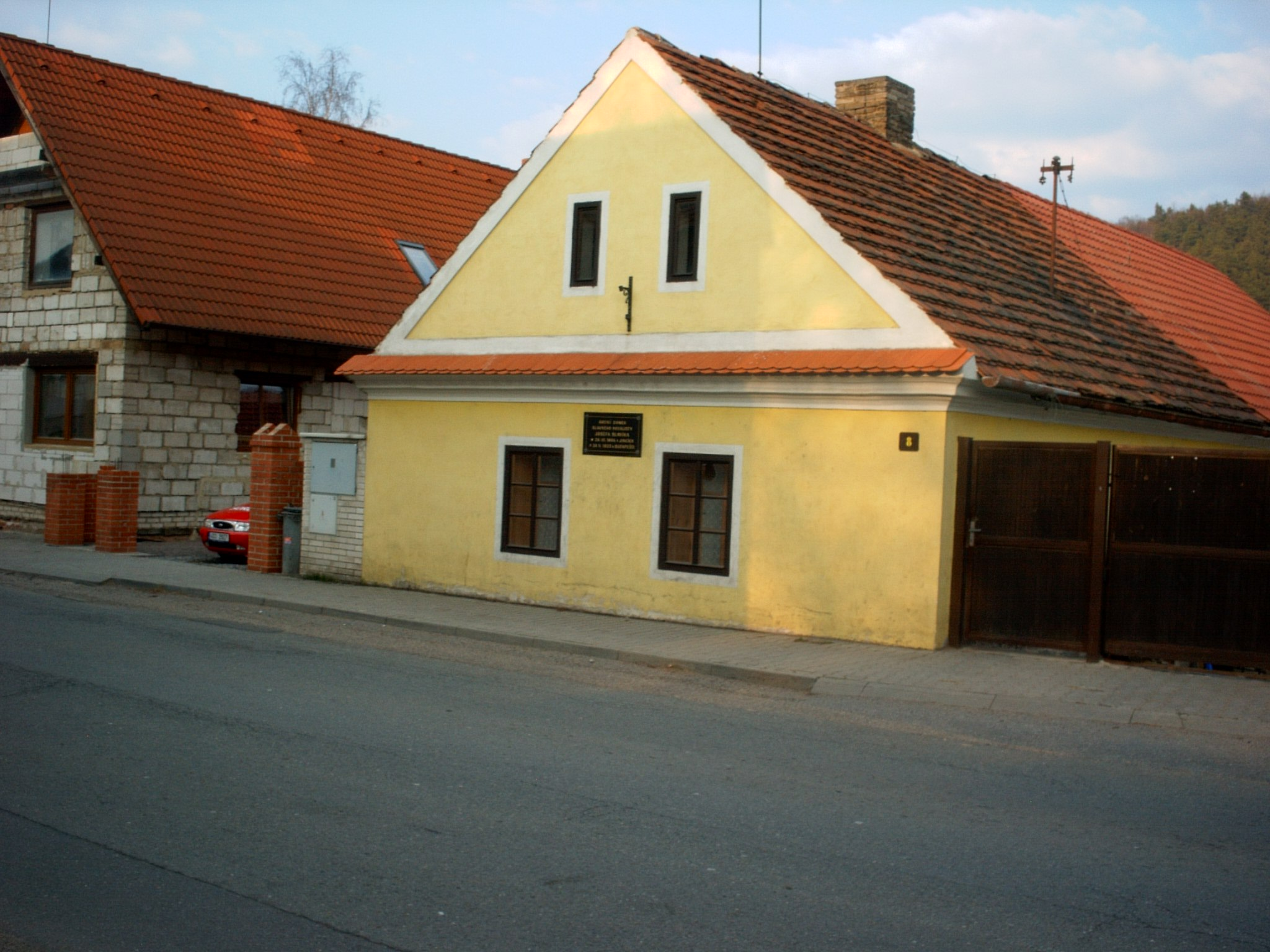
Josef Slavíks Geburtshaus in Jince

Josef Slavík (* 26. März 1806 in Jince, Böhmen; † 30. Mai 1833 in Pest, Ungarn) war ein tschechischer Violinist und Komponist. Er wurde zu Lebzeiten als Böhmischer Paganini gefeiert.

## Leben
Der Sohn des Lehrers Antonín Slavík erhielt frühzeitig eine musikalische Ausbildung. 1816 erkannte Graf Eugen von Würben, dem die Herrschaft Jince gehörte, das Talent des Jungen und am 1. November desselben Jahres wurde der Zehnjährige in das Prager Konservatorium aufgenommen. Im Alter von 14 Jahren begann Slavík mit ersten Kompositionen. Er verlängerte sein Studium noch um ein Jahr bis 1823. Mit 17 Jahren wurde Slavík Violinist im Orchester des Prager Ständetheaters. Die Tätigkeit als Orchestermusiker erfüllte ihn nicht und 1824 kehrte er nach Hořovice zurück, wo sein Vater seit 1816 unterrichtete, und wirkte an der Wohltätigkeitsakademie.
1825 gab er im Redoutensaal in Prag ein erfolgreiches Konzert und führte dabei das von ihm komponierte Konzert fis-moll erstmals auf. Anschließend gab er Konzerte in Wien, Prag und Teplitz, wo Friedrich Wilhelm III. zu seinen Zuhörern gehörte, sowie in Karlsbad. Slavík lernte die Werke Niccolò Paganinis kennen, die er in eigene Variationen umsetzte.
1826 konzertierte Slavík erfolgreich beim Wiener Musikverein und wurde von der Kritik als Nachfolger Paganinis vor Heinrich Wilhelm Ernst gefeiert. Slavík erhielt den Titel eines Kammervirtuosen und begab sich, nachdem er in der Hofkapelle die Expektanz auf eine Violinistensteller erhalten hatte, auf Konzertreisen durch ganz Europa. 1828 lebte er ein halbes Jahr in Paris und konnte sich auch dort trotz einiger Intrigen französischer Violinisten durchsetzen. Nach seiner Rückkehr nach Wien wurde Slavík als Nachfolger des am 23. Januar 1829 verstorbenen Joseph Khayll Bratschist in der k.k. Hofkapelle. In Wien lernte er Frédéric Chopin kennen. 1830 kehrte er nach Böhmen zurück und konzertierte in Teplitz, Horschowitz und Prag.
1833 reiste Slavík trotz einer Grippeerkrankung zu einem Konzert nach Ungarn. In seinem Quartier beim Musikverleger Karl Müller in Pest lag er mit hohem Fieber nieder und starb im Alter von nur 27 Jahren.
Am 1. Juni 1833 wurde er dort auf dem Leopold-Friedhof beigesetzt. Später wurden seine Gebeine auf einen anderen Budapester Friedhof umgebettet und anlässlich seines 100. Todestages 1933 auf den Vyšehrad überführt.

## Kompositionen
- Variation E-Dur, 1820
- Konzert fis-Moll, 1823
- Capriccio D-Dur, 1824
- Grand Potpourri, 1825
- Rondino für Violine mit Klavierbegleitung, 1826
- Konzert a-Moll, 1827
- Polonaise D-Dur für Klavier, 1828
- Il Pirata – Violinvariation auf der G-Saite, 1832